# House of Evil
House of Evil (conocida como El baile de la muerte en España y Serenata macabra en Hispanoamérica) es una película de terror mexicana de 1968 dirigida por Juan Ibáñez. Está protagonizada por Boris Karloff y Julissa.

## Argumento
Mansión Morhenge, 1900: el moribundo Matthias Morteval invita a sus familiares disfuncionales a su casa para la lectura de su testamento. Sin embargo, él muere y pronto sus parientes están siendo asesinandos uno por uno por juguetes vivientes.

## Reparto
- Boris Karloff como Matthias Morteval.
- Julissa como Lucy Durant.
- Andrés García como Charles Beasler.
- José Ángel Espinosa como Ivor Morteval (como Ángel Espinoza).
- Quintín Bulnes como Dr. Emerick Horvath.
- Beatriz Baz como Cordelia Rash.
- Manuel Alvarado como Morgenstern Morteval.
- Carmen Vélez
- Arturo Fernández como Professor Frank.
- Felipe de Flores
- Fernando Saucedo
- Víctor Jordan

## Producción
La película es una de las cuatro películas de terror mexicanas de bajo presupuesto que Karloff hizo en un paquete con el productor mexicano Luis Enrique Vergara. Las otras son La muerte viviente, Invasión siniestra y La cámara del terror. Las escenas de Karloff para las cuatro películas fueron dirigidas por Jack Hill en Los Ángeles en la primavera de 1968. Las películas se completaron en México.